# Série de championnat de la Ligue américaine de baseball 2007

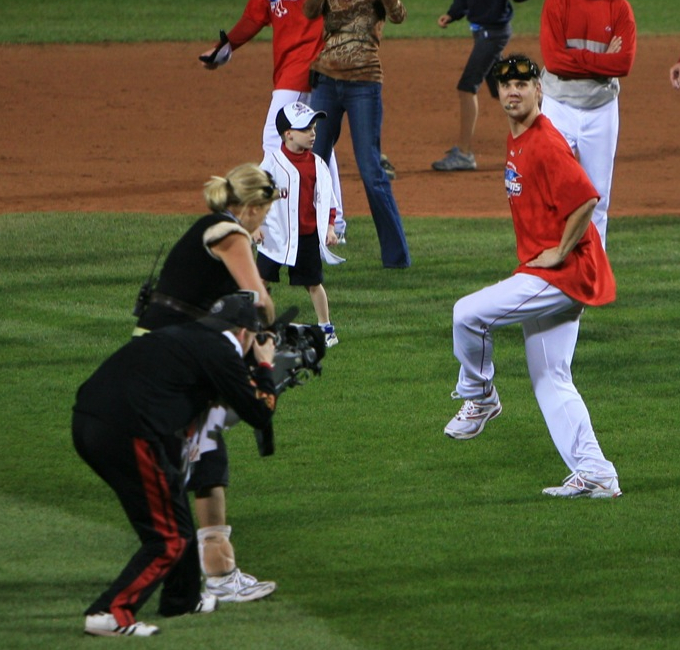
Le lanceur des Red Sox, Jonathan Papelbon, fait une danse irlandaise sur le terrain du Fenway Park le 21 octobre, après la victoire de son équipe.

La Série de championnat de la Ligue américaine de baseball 2007 était la série finale de la Ligue américaine de baseball, dont l'issue a déterminé le représentant de cette ligue à la Série mondiale 2007, la grande finale des Ligues majeures.
Cette série quatre de sept a débuté le vendredi 12 octobre 2007 et s'est terminée le dimanche 21 octobre par une victoire des Red Sox de Boston, quatre parties à trois, sur les Indians de Cleveland.

## Équipes en présence
Les Red Sox de Boston et les Indians de Cleveland ont affiché en 2007 les meilleurs dossiers du baseball majeur avec des fiches identiques de 96 victoires et 66 défaites. 
Champions dans l'Est, les Sox ont éliminé les meneurs de la section Ouest, les Angels de Los Angeles (94-68), en trois parties tout de suite en Série de divisions. Quant aux Indians, champions de la division Centrale, ils ont eu le meilleur trois parties à une sur les Yankees de New York (94-68), qualifiés comme meilleurs deuxièmes, au premier tour des éliminatoires.
Boston et Cleveland s'affrontaient pour la quatrième fois en matchs d'après-saison. Après avoir battu les Red Sox en Série de divisions en 1995 et 1998, les Indians s'étaient inclinés en 1999, toujours en première ronde.

## Déroulement de la série

### Calendrier des rencontres
| Match | Date       | Visiteur             | Hôte                 | Score               |
| ----- | ---------- | -------------------- | -------------------- | ------------------- |
| 1     | 12 octobre | Indians de Cleveland | Red Sox de Boston    | 3 - 10              |
| 2     | 13 octobre | Indians de Cleveland | Red Sox de Boston    | 13 - 6 (11 manches) |
| 3     | 15 octobre | Red Sox de Boston    | Indians de Cleveland | 2 - 4               |
| 4     | 16 octobre | Red Sox de Boston    | Indians de Cleveland | 3 - 7               |
| 5     | 18 octobre | Red Sox de Boston    | Indians de Cleveland | 7 - 1               |
| 6     | 20 octobre | Indians de Cleveland | Red Sox de Boston    | 2 - 12              |
| 7     | 21 octobre | Indians de Cleveland | Red Sox de Boston    | 2 - 11              |

### Match 1
Vendredi 12 octobre 2007 à Fenway Park, Boston, Massachusetts.
| Indians de Cleveland | 1 | 0 | 0 | 0 | 0 | 1 | 0 | 1 | 0 | 3  | 8  | 0 |
| Red Sox de Boston | 1 | 0 | 4 | 0 | 3 | 2 | 0 | 0 | X | 10 | 12 | 0 |
| Lanceurs partants : CLE : CC Sabathia BOS : Josh Beckett Vic. : Josh Beckett (1-0) Déf. : CC Sabathia (0-1) HRs : CLE : Travis Hafner (1) |   |   |   |   |   |   |   |   |   |    |    |   |

### Match 2
Samedi 13 octobre 2007 à Fenway Park, Boston, Massachusetts.
| Indians de Cleveland | 1 | 0 | 0 | 3 | 1 | 1 | 0 | 0 | 0 | 0 | 7 | 13 | 17 | 0 |
| Red Sox de Boston | 0 | 0 | 3 | 0 | 3 | 0 | 0 | 0 | 0 | 0 | 0 | 6  | 10 | 0 |
| Lanceurs partants : CLE : Fausto Carmona BOS : Curt Schilling Vic. : Tom Mastny (1-0) Déf. : Éric Gagné (0-1) HRs : CLE : Jhonny Peralta (1), Grady Sizemore (1), Franklin Gutierrez (1) BOS : Manny Ramirez (1), Mike Lowell (1) |   |   |   |   |   |   |   |   |   |   |   |    |    |   |

### Match 3
Lundi 15 octobre 2007 au Jacobs Field, Cleveland, Ohio.
| Red Sox de Boston | 0 | 0 | 0 | 0 | 0 | 0 | 2 | 0 | 0 | 2 | 7 | 0 |
| Indians de Cleveland | 0 | 2 | 0 | 0 | 2 | 0 | 0 | 0 | X | 4 | 6 | 1 |
| Lanceurs partants : BOS : Daisuke Matsuzaka CLE : Jake Westbrook Vic. : Jake Westbrook (1-0) Déf. : Daisuke Matsuzaka (0-1) Sauv. : Joe Borowski (1) HRs : BOS : Jason Varitek (1) CLE : Kenny Lofton (1) |   |   |   |   |   |   |   |   |   |   |   |   |

### Match 4
Mardi 16 octobre 2007 au Jacobs Field, Cleveland, Ohio.
| Red Sox de Boston | 0 | 0 | 0 | 0 | 0 | 3 | 0 | 0 | 0 | 3 | 8 | 1 |
| Indians de Cleveland | 0 | 0 | 0 | 0 | 7 | 0 | 0 | 0 | X | 7 | 9 | 0 |
| Lanceurs partants : BOS : Tim Wakefield CLE : Paul Byrd Vic. : Paul Byrd (1-0) Déf. : Tim Wakefield (0-1) HRs : BOS : Kevin Youkilis (1), David Ortiz (1), Manny Ramirez (2) CLE : Casey Blake (1), Jhonny Peralta (1) |   |   |   |   |   |   |   |   |   |   |   |   |

### Match 5
Jeudi 18 octobre 2007 au Jacobs Field, Cleveland, Ohio.
| Red Sox de Boston | 1 | 0 | 1 | 0 | 0 | 0 | 2 | 3 | 0 | 7 | 12 | 1 |
| Indians de Cleveland | 1 | 0 | 0 | 0 | 0 | 0 | 0 | 0 | 0 | 1 | 6  | 1 |
| Lanceurs partants : BOS : Josh Beckett CLE : CC Sabathia Vic. : Josh Beckett (2-0) Déf. : CC Sabathia (0-2) HRs : BOS : Kevin Youkilis (2) |   |   |   |   |   |   |   |   |   |   |    |   |

### Match 6
Samedi 20 octobre 2007 à Fenway Park, Boston, Massachusetts.
| Indians de Cleveland | 0 | 1 | 0 | 0 | 0 | 0 | 1 | 0 | 0 | 2  | 6  | 2 |
| Red Sox de Boston | 4 | 0 | 6 | 0 | 0 | 0 | 0 | 2 | X | 12 | 13 | 0 |
| Lanceurs partants : CLE : Fausto Carmona BOS : Curt Schilling Vic. : Curt Schilling (1-0) Déf. : Fausto Carmona (0-1) HRs : CLE : Víctor Martínez (1) BOS : J.D. Drew (1) |   |   |   |   |   |   |   |   |   |    |    |   |

### Match 7
Dimanche 21 octobre 2007 à Fenway Park, Boston, Massachusetts.
| Indians de Cleveland | 0 | 0 | 0 | 1 | 1 | 0 | 0 | 0 | 0 | 2  | 10 | 1 |
| Red Sox de Boston | 1 | 1 | 1 | 0 | 0 | 0 | 2 | 6 | X | 11 | 15 | 1 |
| Lanceurs partants : CLE : Jake Westbrook BOS : Daisuke Matsuzaka Vic. : Daisuke Matsuzaka (1-1) Déf. : Jake Westbrook (1-1) Sauv. : Jonathan Papelbon (1) HRs: BOS : Dustin Pedroia (1), Kevin Youkilis (3) |   |   |   |   |   |   |   |   |   |    |    |   |

## Joueur par excellence
Avec deux victoires en autant de départs, une moyenne de points mérités de 1,93 et 18 retraits sur des prises en 14 manches lancées, le lanceur des Red Sox de Boston, Josh Beckett, a été voté joueur par excellence de la Série de championnat 2007 de la Ligue américaine.